# 배인숙
배인숙(본명: 김인숙, 1951년 9월 9일~ )은 대한민국의 가수이다. 포항에서 2녀중 둘째로 태어났으며 배인순은 그의 언니이다. 그의 언니와 만든 펄 시스터즈로 알려져 있다. 어렸을 때는 노래와 춤에 능해 언니와 함께 가수 그룹을 하자고 어머니가 제안해서 락의 대부로 알려진 신중현을 찾아가 부탁을 해서 배인순과 배인숙은 신중현 사단에 들어가게 되었고 신중현이 펄 시스터즈란 이름을 붙이고 소울과 사이키델릭 사운드를 접목시킨 실험적인 음악을 시도 하였다. <님아>, <떠나야할 그사람>, <커피한잔>이 수록된 음반을 발표하여 배인숙, 배인순은 펄 시스터즈로 데뷔하였고 이후에도 신중현의 소울 과 사이키델릭 사운드를 접목시킨 실험적인 음악들을 발표하였다.
이후 언니 배인순이 최원석 동아그룹 회장과 결혼하면서 그룹은 해체된다. 배인숙은 나중에 Alain Barriere(알랑 바리에르)의 Un Poete(엉 뽀에뜨)라는 프랑스 샹송을 본인이 번안한 <누구라도 그러하듯이>란 노래를 작곡가 안치행이 세운 안타 레코드사에서 1979년에 발표하여 인기를 끌었다. 이후 본인도 결혼을 하게 되면서 언니하고 각자 따로 활동을 하였다. 이후 배인순이 2004년 음반을 내면서 다시 재결합 할 거란 이야기도 있었지만 루머로 그쳤고 데뷔 40여년 만인 2011년 12월 31일 KBS TV 50년 쇼는 즐거워에 배인숙과 함께 출연하였으나 결국 단발성으로 그치고 말았다.

## 히트곡
- 님아(1968) 작사/작곡/편곡:신중현 반주:덩키스
- 커피한잔(1968) 작사/작곡:편곡:신중현 반주:덩키스
- 떠나야할 그사람(1969) 작사/작곡:편곡:신중현 반주:덩키스
- 두그림자(1968) 작사/작곡:편곡:신중현 반주:덩키스
- 비밀 이기에(1968) 작사/작곡:편곡:신중현 반주:덩키스
- 알고 싶어요작사(1968) 작사/작곡:편곡:신중현 반주:덩키스
- 나팔바지(1968) 작사/작곡:편곡:신중현 반주:덩키스
- 비(1969) 번안곡/작곡:Marissa Panzeri/펀곡:홍현걸